# Herman Chin-Loy
Herman Chin-Loy est un DJ jamaïcain et propriétaire du studio de production Aquarius Records. 
The Hippy Boys (futurs Wailers) y assuraient le backing[incompréhensible]. Il est le cousin du producteur jamaïcain de reggae Leslie Kong. 

## Productions sorties sur le marché anglais de 1957 à 1972
(Titre face A / Titre face B / label)
- Augustus Pablo

1. Dunce cap / Aquarius: version sur Ackee
2. Youth Man / Aquarius: version sur Ackee
3. El Fishy / Herman's All Stars: Nightmare sur Big Shot
4. Tar Baby / Tommy McCook: Archie sur Big Shot
5. New Love / Augustus Pablo: The Mood sur Big Shot
6. To the Field / Herman's Men: Version sur Duke (production de Bunny Lee)
7. Love Brother / Version sur Escort
8. Love Brother / Uganda sur Explosion
9. Hold the Ghost / Aquarius Souls Band: Duppy Dance sur Punch
10. Listen to the Beat / Aquarius: Sounds Only sur Punch
11. A. Pablo & Herman: East of the River Nile / Herman's All Stars: River Nile Version sur Big Shot - (p)1971 - Réédition limitée Trojan en 2003